# Brac de Saint Germain

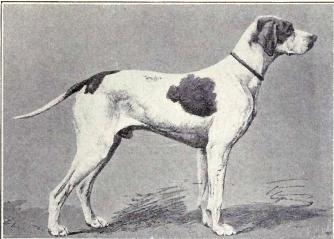
Brac de Saint Germain (1915).

El Brac de Saint Germain (Braque Saint-Germain, FCI No. 115) és una raça de gos de caça versàtil d'origen francès. La raça es va crear cap al 1830 mitjançant l'encreuament de gossos anglesos i francesos de tipus pòinter.